# Rob Townsend
Pour les articles homonymes, voir Townsend.
 (mars 2013).
Si vous disposez d'ouvrages ou d'articles de référence ou si vous connaissez des sites web de qualité traitant du thème abordé ici, merci de compléter l'article en donnant les références utiles à sa vérifiabilité et en les liant à la section « Notes et références ».
Rob Townsend est un batteur de rock britannique né le 7 juillet 1947 à Leicester (Angleterre). Il est plus particulièrement connu comme ayant été le batteur du groupe progressif Family de 1967 jusqu'à 1973.

## Biographie

### Les débuts
Rob Townsend naît et grandit à Leicester, ville où il prend goût à la musique et commence son apprentissage de la batterie, influencé entre autres par des musiciens de jazz comme Buddy Rich ou bien Gene Krupa. Il passe ses jeunes années jouant au sein de divers groupes de Leicester comme les Beatniks, Broodly Hoo ou Legay.

### Family
Il rejoint Family en 1967, remplaçant Harry Overnall qui n'était plus en phase avec les nouvelles orientations musicales de son groupe, très peu de temps avant l'enregistrement du premier simple de Family Scene Through The Eye Of A Lens/Gypsy Woman.
Quand Family enregistre son premier album Music In A Doll's House en juillet 1968, Townsend se fait remarquer sur les chansons The Chase et Hey Mr. Policeman. Sur l'album 1969 du groupe, Family Entertainment, Townsend a déjà obtenu une réputation de batteur métronome précis qui transporte Family au gré de tempos variés et d'arrangements particulièrement travaillés[réf. nécessaire].
En 1970, ses contributions sur les albums A Song For Me et Anyway permettent à Family de maintenir le cap[Lequel ?]. 
Avec le vocaliste principal Roger Chapman et le guitariste John "Charlie" Whitney, Rob Townsend est l'un des seuls membres de Family à rester actif jusqu'à la dissolution définitive du groupe en 1973. Les fréquents changements de personnel obligèrent souvent Townsend à adapter son style à une nouvelle basse, le couple basse/batterie fournissant la base de la section rythmique. Il joue au sein de Family avec quatre bassistes - Ric Grech, John Weider, John Wetton puis Jim Cregan.

### Années 1970
Après la dissolution de Family, Townsend rejoint Medicine Head, dont le producteur est Tony Ashton (ex-Family). Après dix-huit mois passés avec le groupe, Townsend quitte Medicine Head quand le groupe décide de se passer de batteur permanent. Townsend poursuit alors sa carrière jusqu'à la fin des années 1970 comme batteur indépendant. Cette période voit quelques collaborations intéressantes avec par exemple le chanteur Kevin Ayers, le futur guitariste de Police Andy Summers, ou bien encore John "Charlie" Whitney au sein du groupe éphémère Axis Point.

### Suite
Depuis 1982, Rob Townsend a été membre de The Blues Band avec Paul Jones, Dave Kelly, Tom McGuinness et Gary Fletcher. Il apparaît aussi avec Jones et McGuinness au sein de The Manfreds.

## Référence
- (en) Cet article est partiellement ou en totalité issu de l’article de Wikipédia en anglais intitulé « Rob Townsend » (voir la liste des auteurs).